# Huangdi Xiang (socken i Kina)
Huangdi Xiang (kinesiska: 荒地乡, 荒地) är en socken i Kina. Den ligger i den autonoma regionen Xinjiang, i den nordvästra delen av landet, omkring 1 100 kilometer sydväst om regionhuvudstaden Ürümqi. Antalet invånare är 11 209. Befolkningen består av 5 462 kvinnor och 5 747 män. Barn under 15 år utgör 28,0 %, vuxna 15-64 år 67 %, och äldre över 65 år 4,0 %.
Genomsnittlig årsnederbörd är 200 millimeter. Den regnigaste månaden är maj, med i genomsnitt 41 mm nederbörd, och den torraste är oktober, med 5 mm nederbörd.